# Беседин, Николай Фёдорович
Николай Фёдорович Беседин (11 июня 1922, село Гостищево, Курская губерния — 18 ноября 1989, Белгород) — лейтенант Советской Армии, участник Великой Отечественной войны, Герой Советского Союза (1943).

## Биография
Николай Беседин родился 11 июня 1922 года в селе Гостищево в крестьянской семье. В 1938 году окончил семь классов школы, а затем школу фабрично-заводского ученичества в Курске, после чего работал радиотехником. В феврале 1943 года был призван на службу в Рабоче-крестьянскую Красную Армию Ивнянским районным военным комиссариатом Курской области, с того же года — на фронтах Великой Отечественной войны. В боях трижды был ранен. К сентябрю 1943 года красноармеец Николай Беседин был разведчиком взвода пешей разведки 957-го стрелкового полка 309-й стрелковой дивизии 40-й армии Воронежского фронта. Отличился во время битвы за Днепр.
23 сентября 1943 года подразделение Беседина одним из первых во всём фронте вышло к Днепру. Полк получил задачу с ходу форсировать реку и захватить плацдарм. Беседин получил приказ вместе с группой бойцов проникнуть в тыл немецких подразделений и получить данные о его силах, позициях, огневой системе. В ночь с 23 на 24 сентября группа Беседина скрытно переплыла через Днепр и обнаружила и изучила вражеские укрепления. Обнаружив станковый пулемёт на замаскированной позиции у места предполагаемого форсирования Днепра полком, Беседин уничтожил его гранатами вместе с расчётом. Ворвавшись в село Балыко-Щучинка Кагарлыкского района Киевской области Украинской ССР, бойцы открыли огонь из автоматов, чем вызвали панику у врага. Воспользовавшись ей, бойцы захватили пленного. При возвращении группа попала в немецкую засаду у линии фронта. В завязавшейся схватке Беседин уничтожил 4 немецких солдат, обеспечив тем самым успешный выход к советским позициям. Группа предоставила командованию полка важные сведения, используя которые подразделения полка форсировали Днепр и успешно захватили плацдарм.
Указом Президиума Верховного Совета СССР от 23 октября 1943 года за «мужество и героизм, проявленные на фронте борьбы с немецко-фашистскими захватчиками» красноармеец Николай Беседин был удостоен высокого звания Героя Советского Союза с вручением ордена Ленина и медали «Золотая Звезда» за номером 8736.
После окончания войны Беседин окончил Новосибирское военно-пехотное училище. В 1946—1950 годах проходил службу во Внутренних войсках МВД СССР, в 1950—1953 годах — в Советской Армии. В июне 1953 года в звании лейтенанта был уволен в запас. Проживал в Белгороде, работал на местном асбестоцементном комбинате. Умер 18 ноября 1989 года, похоронен на белгородском кладбище Ячнево.
Был также награждён орденом Отечественной войны 1-й степени и рядом медалей. В 2001 году в белгородском Парке Победы был установлен бюст Беседина.